# 랠리 다이노스
랠리 다이노스(Rally Dinos)는 NC 다이노스의 응원팀으로 단장은 임종덕, 치어리더는 윤요안나와 김수현을 팀장으로 이주희, 강지유, 감서윤, 염세빈, 박슬비, 배한비, 김가은, 안수연 으로 구성되어있다.
장내아나운서는 예전 NC캐스터 이규래 가 담당하고 있다.